# Valentin Féron
Valentin Féron (geboren im 20. Jahrhundert) ist ein französischer Filmeditor und Filmkomponist.

## Leben
Féron besuchte nach dem Baccalaureat 2002 für ein Jahr die École préparatoire Arts Plastiques (Atelier de Sèvres). Von 2004 bis 2007 studierte er an der Université Jules Verne in Amiens. Ein Anschlussstudium von 2007 bis 2009 in Cinematographie an der Université Paris 1, Panthéon Sorbonne
beendete er mit einem Masterabschluss.
Férons Karriere als Filmeditor begann 2010 mit Youssef Chebbis (* 1984) Erstlingsfilm, dem Kurzfilm Vers le Nord, für den er auch die Filmmusik geschrieben hat, und der mit dem Prix Radio-Canada de la communication interculturelle ausgezeichnet worden ist. Er war, wieder gemeinsam mit Youssef Chebbi, auch am Soundtrack von The Substance beteiligt, der 2024 in Cannes im Hauptwettbewerb lief.
Valentin Féron und Youssef Chebbi sind Mitbegründer Labels Bookmaker Records.

## Preise und Auszeichnungen
Féron hat 5 Filmpreise gewonnen und wurde für 15 weitere nominiert.

## Filmografie (Auswahl)
- 2010: Vers le Nord, Kurzfilm; Regie: Youssef Chebbi
- 2016: Plötzlich Papa (Demain tout commence), Regie: Hugo Gélin
- 2019: Einsam Zweisam (Deux moi), Regie  Cédric Klapisch
- 2021: Black Box – Gefährliche Wahrheit (Boite noir), Regie: Yann Gozlan
- 2022: Ashkal, Regie: Youssef Chebbi
- 2022: Haus der Lügen, Regie: Sébastien Marnier
- 2022: Tant que le soleil frappe, Regie: Philippe Petit
- 2024: The Substance, Regie: Coralie Fargeat
- 2024: Die Kinder sind Könige (Les enfants sont rois), Miniserie; Regie:  Sébastien Marnier
- 2025: Dalloway, Regie: Yann Gozlan